# Последние римляне
Последние римляне (пол. Ostatni Rzymianie : powieść z czasów Teodozjusza Wielkiego, «Последние римляне: повествование из времён Феодосия Великого») — исторический роман польского писателя Теодора Еске-Хоинского. Напечатан в 1897 году, русский перевод 1899 года. Основной сюжет касается противостояния Арбогаста и Феодосия на фоне попыток Симмаха и его окружения сохранить ценности Древнего Рима. Роман пользовался популярностью, не меньшей чем «Камо грядеши», был переведён на ряд европейских языков. Последнее польское переиздание последовало в 2009 году.

## Сюжет
Сюжет на основан на противостоянии западной и восточной частей Римской империи в конце IV века. В романе действуют реальные исторические персоны — франк Арбогаст, узурпатор Евгений, императоры Феодосий и Валентиниан II, святой Амвросий Медиоланский, Никомах Флавиан и Квинт Аврелий Симмах. Основой романного действия является любовь комита Винфрида Фабриция — романизированного галла, патриция и христианина, к весталке Фаусте Авзонии. Винфрид направлен в Рим для исполнения указов о закрытии языческих храмов, тогда как вокруг Симмаха и Фаусты группируются сторонники старого Рима. Не в силах совладать с чувствами, Винфрид предпринимает попытку похищения весталки. В финале она закалывает себя кинжалом и её кровь гасит священный огонь Весты.

## Литературные особенности
Ксёндз Вальдемар Линке отмечал, что романам Т. Еске-Хоинского не была присуща глубокая трактовка характеров или психологическая разработка персонажей. Его герои были «говорящими» идеями, проводниками авторской мысли и воли. Роман был вписан в контекст литературы конца XIX века, в которой мотив заката Рима играл существенную роль («Юлиан Отступник» Мережковского, и другие). Однако «Последние римляне» не были декадентским романом, поскольку Еске-Хоинского интересовала смена исторических эпох, и то, какая система ценностей может прийти на смену античной культуре и могущественной империи. Вся поэтика романа построена на противопоставлениях, причём автору заранее известно, что за христианством будущее, а язычество обречено. Немалую роль играет противопоставление гражданских доблестей Старого Рима коррупции и карьеризму византийцев, убеждённых, что они воплощают собой новое царство Небесное. При этом оппонентов Винфрида Фабриция возмущает, что поклонение кресту более не требует жертвенности и мужества, как во времена гонений. Винфрид воплощает новый мир — будущего Средневековья, поэтому он страстен, необуздан, и во имя личных желаний способен пойти на любое преступление, в том числе против собственной веры. Однако в финале он проиграл: любовь его была отвергнута, а его претензии высмеяны Симмахом и другими «последними римлянами». Старых римлян писатель тоже не идеализировал: аристократы-язычники относятся к христианам с нескрываемой ненавистью, желая, чтобы Бог «нищих и варваров перенёс их как можно скорее в Царство Небесное Галилейское». Однако их собственные дети, собираясь в салоне Эмилии, отвергают все религии как таковые, ибо ненависть отравила их. Представители низших сословий были показаны писателем нарочито карикатурно, отталкивающе.
Единственным положительным персонажем выступает епископ Милана Амвросий, который понимает то, чего не желают видеть ослеплённые былой славой Рима Симмах и его товарищи. Варвары уже научились судить и командовать, и стало быть, «Богу было угодно распространить человеческое достоинство, которое старый Рим присвоил своим детям, на всё человечество, чтобы возвысить смертных к себе с помощью добродетелей, неизвестных нашим предкам». Иными словами, если Рим примет новую систему ценностей, он сохранит статус владыки мира. Этого не понимают ни его единоверец Фабриций, ни одного с ним корня и культуры сенатор Симмах. Когда Фабриций признался епископу, что силой заточил весталку Фаусту, желая привести её к Богу, разгневанный Амвросий велел освободить её под страхом отлучения. Тогда он постепенно стал приходить к идее величия Божьего замысла и невозможности отдельному человеку изменить грандиозный ход событий.

## Издания и переводы
- Teodor Jeske-Choiński. Ostatni Rzymianie : powieść z czasów Teodozjusza Wielkiego :  [польск.]. — Warszawa : Nakł. Gebethner i Wolffa, 1897. — 344 p.
- Еске-Хоинский Т. Последние римляне : Ист. роман из времен Феодосия Великого / Пер. с пол. В. Лаврова. — М. : журн. «Рус. мысль», 1899. — 412 с.
- Teodor Jeske-Choiński. Die letzten Römer : historischer roman aus der zeit Theodosius des Grossen :  [нем.]. — Köln : J. P. Bachem, 1913. — 581 p.
- Jeske Choinski. De laatste Romeinen : historische roman uit den tijd van Theodosius den Grooten :  [нид.] / [uit het Pools] vert. door J.P.M. Vlekke ; ill. van R. Gruszka. — Tilburg : Het Nederlandsche Boekhuis, 1925. — (Keurboekerij).
- Teodor Jeske-Choiński. The last Romans : a tale of the time of Theodosius the Great :  [англ.] / with foreword and archaeological note by G. Barry O'Toole. — Pittsburgh, Pa. : The Pittsburgher, 1936. — 459 p.
- Teodor Jeske-Choiński. Paskutinieji romenai : Teodozijaus didžiojo laiku apysaka (IV-sis šimtmetis po Kristaus) :  [лит.]. — Kaunas : Sakalas, 1937. — (J. Strazdo-Jaunucio vertimai apysakos, 8. tomas).
- Teodor Jeske-Choiński. Poslednji Rimljani; zgodovinski roman iz časa Teodozija Velikega :  [словен.] / Prevel dr. Fr. Bradč. — Ljubljana : Slovenčeva Knjižnica, 1944. — P. 197, 192. — (Slovenčeva knjižnica).
- Т. Еске-Хоинский. Последние римляне // Актея / Составители: В. Козаченко, С. Тимченко. — М. : Новая книга, 1993. — С. 211—571. — 576 с. — (Всемирная история в романах). — ISBN 5-8474-0204-Х.
- Teodor Jeske-Choiński. Ostatni Rzymianie : powieść z czasów Teodozjusza Wielkiego :  [польск.]. — Warszawa : Ancher : Viator, 2002. — 475 p. — (Skarbiec Mistrzów Zapomnianych). — Edycja przygotowana na podst. «Biblioteki Dzieł Wyborowych», T. 1-5, Warszawa 1910.
- Еске-Хоинский Т. Последние римляне : [роман] / пер. с пол. П. Лаврова. — М. : Мир книги, 2011. — 349 с. — (История в романах). — ISBN 978-5-486-03898-3.